# مقتل ليلى حسين ورند عبد القادر
ليلى حسين (1967 - 17 مايو/أيار 2008) كانت امرأة عراقية تعيش في البصرة. عرفها العالم في مارس/آذار 2008، عندما قام زوجها بقتل ابنتهم المراهقة - بموافقة الشرطة المحلية كما ذكرت التقارير - لأنها كانت على علاقة صداقة بجندي بريطاني كان متمركزاً في المدينة.وفى حركة غير معهودة من امرأة عراقية، ابدت ليلى اعتراضها علناً على جريمة الشرف المزعومة وتركت زوجها واختبأت. كانت تنوي مغادرة العراق والهروب إلى الأردن بمساعدة جماعة حقوق نساء عراقية.
قُتلت ليلى في 17 من مايو/أيار 2008، عندما أصابها مجهولون رميا بالرصاص في البصرة. كان ذلك في اليوم الذي خططت فيه لمغادرة البلاد. ووفقا لما ذكرته صحيفة «ذا أوبزرفر» البريطانية، أن الشرطة المحلية قالت أن حادث إطلاق النار كان مجرد هجوم طائفي، وأنه ليس من مؤكد أن الهدف منه قتل ليلى حسين تحديداً.

## بداية حياتها
وُلدت ليلى في عائلة مسلمة شيعية. كانت يتيمة الأب والأم لذلك رباها عمها، الذي قتل في ثورات الشيعة ضد صدام حسين في التسيعينيات.

## مقتل ابنتها
ابنة ليلي حسين، رند عبد القادر (وُلدت في 23 يونيو/حزيران 1990)، كانت طالبة في جامعة البصرة. في عام 2007، أثناء عملها كمتطوعة مع العائلات العراقية النازحة، أقامت علاقة صداقة مع جندي بريطاني يبلغ من العمر 22 عاماً، كان يقوم بتوزيع المياه. ولاحقا أخبرت والدتها أنها تحدثت معه لأنها كانت الوحيدة الناطقة بالإنجليزية في المجموعة. إلا أن رند كانت قد عهدت لأحد أصدقائها أن مشاعرها إتجاه الرجل قد تطورت إلى مشاعر حب.
في مارس/آذار 2008، بعد مرور شهور على آخر مقابلة جمعت بين رند والجندي البريطاني، وصلت إلى مسامع والدها، عبد القادر علي والذي كان موظف حكومي سابق، أخبار عن صداقتهما. قرر والدها أنها بما فعلته قد ألحقت العار بالعائلة. وفي 16 مارس/آذار، دعس على رأسها وخنقها ثم طعنها حتى الموت. وذكرت التقارير أن إخوة رند ساعدوا والدهم. دُفنت رند في قبر حُفر عشوائيا في الأرض، ذُكر أن أعمامها كانوا يبثقون عليه.
أُلقي القبض على والدها من قِبل الشرطة المحلية ولكنه تم الإفراج عنه بعدها بساعتين دون إي تُهم. وفي مقابلة له مع صحيفة "ذا أوبزرفر" الريطانية"، إعترف بأنه قد قتل ابنته وقال أن الشرطة هنئته على ذلك. وقال للصحيفة أن ندمه الوحيد كان أنه لم يقتلها فور ولدتها.

## إطلاق النار
بعد مقتل ابنتها، قامت ليلي بالطلاق من زوجها، خطوة نادرة وخطيرة من امرأة في العراق. كما تركت منزل عائلتها بعد أن تعرضت للضرب وكسر ذراعها، لتتوارى عن الأنظار بمساعدة جماعة غير هادفة للربح للحقوق المرأة في العراق والذين خططوا لمساعدتها على الهروب إلى الأردن.
قال زوجها لصحيفة «ذا أوبزرفر» أن ابنته ورثت الجينات السيئة من والدتها. 
وفى مقابلة أخرى للصحيفة مع ليلى حسين في أبريل/نيسان 2008، وضحت فيها أنها خائفة على حياتها، قائلة: «لا يمكن لرجل في العراق أن يتقبل أن تتركه زوجته، إلا أنني أفضل أن أُقتل في نومي على أن أنام في نفس السرير مع رجل استطاع فعل ما فعله مع ابنته». كانت تتنقل باستمرار بين البيوت، بحيث لا تقضي أكثر من أربعة أيام في بيت واحد.
أصيبت ليلى بالنار في الشارع أثناء سيرها لآخر الشارع مع ناشطتين من جماعة حقوق المرأة لركوب تاكسي، حيث كانوا في طريقهم لمقابلة الشخص الذي كان سيهربها إلى الأردن، حين جاءت سيارة مسرعة، بها ثلاثة رجال مسلحين ليطلقوا النار صوب النساء. أصيبت ليلى بثلاث طلقات بينما أصيبت المرأتين الأخرتين كلٍ بطلقة وتم نقلهم إلى المستشفى. قال أحد كبار الضباط في البصرة أن الشرطة ترى أن النشاطتين كانتا المقصودتين بطلق النار وليس ليلى.
منذ 2006، قُتل ناشطين أخرين من نفس الجماعة، واحدة تم الاعتداء عليها قبل قتلها والأخر، الرجل الوحيد الذي كان في تلك الجماعة المناهضة لحقوق المرأة والذي قُتل في بداية عام 2008.